# Pouteria obscura
Pouteria obscura är en tvåhjärtbladig växtart som först beskrevs av Huber, och fick sitt nu gällande namn av Charles Baehni. Pouteria obscura ingår i släktet Pouteria och familjen Sapotaceae. Inga underarter finns listade i Catalogue of Life.